# JAX (ライブラリ)
JAXは、高速な数値計算と大規模な機械学習のために設計されたPythonのオープンソースのライブラリ。NumPy風の構文で書かれたPythonのソースコードをCPU・GPU・AIアクセラレータへコンパイルする実行時コンパイラや自動微分などを含む。
実行時コンパイラは、JAXからOpenXLAのXLAにコンパイルし、そこから先はハードウェア次第だが、多くのCPUとGPUはLLVMを経由してコンパイルされる。

## 基本的な使用方法
下記のソースコードのように、関数に @jit を付けることにより、その部分が実行時コンパイルされる。同一のソースコードで、CPUだけでなく、GPUやAIアクセラレータでも動作させることが可能である。詳細は後述するが、@jitの中に書けるのは普通のPythonのプログラムではなく、Pythonの構文を使用した純粋関数型言語である。
```
import
 
jax.numpy
 
as
 
jnp

from
 
jax
 
import
 
jit

@jit

def
 
f
(
a
,
 
b
):

    
return
 
a
 
+
 
b

x
 
=
 
jnp
.
array
([
1
,
 
2
,
 
3
],
 
dtype
=
jnp
.
float32
)

print
(
f
(
x
,
 
x
))

```

map を自動ベクトル化した vmap があり、a * 2 をあえて vmap を使用して書いた場合、下記のように書ける。SIMDを活用したプログラムにコンパイルされる。
```
from
 
jax
 
import
 
jit
,
 
vmap

@jit

def
 
f
(
a
):

    
return
 
vmap
(
lambda
 
x
:
 
x
 
*
 
2
)(
a
)

```

## Numbaとの違い
似たようなライブラリとしてNumbaがあるが、以下の違いがある。純粋関数型にすることにより色々な最適化がかかっている。関数型言語としての分類は、純粋、正格評価、型を明示する必要が無い静的型付けである。
| 相違点               | JAX                                                                                     | Numba                                                            |
| -------------------- | --------------------------------------------------------------------------------------- | ---------------------------------------------------------------- |
| 設計思想             | 純粋関数型。配列は不変で、形状(shape)はコンパイル時に静的に確定していなければならない。 | 手続き型。配列の破壊的操作が可能。                               |
| if,match,while,for文 | 利用不可。代用関数が用意されている。                                                    | 利用可能                                                         |
| 対象ハードウェア     | CPU・GPU・AIアクセラレータ全てで同一のソースコードで可能。                              | CPUとNVIDIA CUDAに対応しているが、全く異なるソースコードが必要。 |
| 自動微分             | 対応                                                                                    | 非対応                                                           |

純粋関数型であるため、乱数を使用する際に、下記のように、乱数生成のキーを明示的に作り直さなければならない。
```
key
,
 
subkey
 
=
 
jax
.
random
.
split
(
key
)

x
 
=
 
jax
.
random
.
normal
(
subkey
)

```

配列を書き換える際は、手続き型では x[10] = 20 で良い場合も、 y = x.at[10].set(20) という構文になり、x と y は異なるインスタンスになる。ただし、以後 x を使用しない場合は、x に破壊的書き換えして y とする最適化が実行される。

### if文とmatch文
JAXではPythonのif文とmatch文は基本的にはそのままでは使用できない。下記が用意されている。
- jax.lax.cond: Pythonのif文に対応するもので、例えば cond(x == 0, lambda: 10, lambda: 20) の様に使用し、True/Falseに応じてlambda式が実行される。JAXは正格評価の関数型言語のため、True/Falseが決まった後に分岐先の値を遅延評価するためにlambda式の中に入れる。[17]
- jax.lax.switch: condを3択以上に出来るようにした物で、例えば switch(x, (lambda: 10, lambda: 20, lambda: 30)) の様に使用する。[18]
- jax.lax.select: boolean配列に対してif文を使用する物で、例えば、xが配列の時 select(x == 0, jnp.array([1, 2]), jnp.array([3, 4])) の様に使用し、x == 0 が True/False に応じて各要素が振り分けられる。[19]
- jax.lax.select_n: select を swtich の様に3択以上に出来るようにした物。[20]

### while文とfor文
JAXではPythonのwhile文とfor文は基本的にはそのままでは使用できず、ループ回数が定数の場合でPythonのfor文をそのまま使用した場合は、ループアンロールされる。
ループ構造を作るものとして下記が用意されている。
- 関数型言語の fold 相当：jax.lax.fori_loop[22] と jax.lax.scan[23]
- 関数型言語の unfold 相当：jax.lax.while_loop[24]
- 関数型言語の map 相当：jax.vmap と jax.lax.map[25]

純粋関数型のため、scan, fori_loop, while_loop は全て前の計算結果を次に渡すという形となっている。

## 自動微分
jax.grad にて自動微分できる。例えば、最急降下法は下記で実装できる。init_x から始めて、fori_loop にて iter_count 回、計算を反復している。{\displaystyle (x-1)^{2}} が最小となるx、つまり1を求めている。
```
from
 
jax
 
import
 
jit
,
 
grad

from
 
jax.lax
 
import
 
fori_loop

f
 
=
 
lambda
 
x
:
 
(
x
 
-
 
1
)
 
**
 
2

@jit

def
 
gradient_descent
(
init_x
,
 
iter_count
,
 
learn_rate
):

    
return
 
fori_loop
(
0
,
 
iter_count
,
 
lambda
 
i
,
 
x
:
 
x
 
-
 
learn_rate
 
*
 
grad
(
f
)(
x
),
 
init_x
)

print
(
gradient_descent
(
0.0
,
 
30
,
 
0.3
))

```

## 参照
1. ↑  “jax/AUTHORS at main · jax-ml/jax”. 2024年12月21日閲覧。
2. ↑  “JAX: Accelerating Machine-Learning Research with Composable Function Transformations in Python | GTC Digital March 2020 | NVIDIA On-Demand”. NVIDIA. 2024年12月23日閲覧。
3. ↑  “Releases · jax-ml/jax”. 2025年2月2日閲覧。
4. ↑  “Installation — JAX documentation”. jax.readthedocs.io. 2024年12月21日閲覧。
5. ↑  “AWS Neuron がトレーニング向け Neuron Kernel Interface (NKI)、NxD Training、JAX のサポートを提供 - AWS”. 2024年12月21日閲覧。
6. ↑  “jax/README.md at main · jax-ml/jax”. 2024年12月21日閲覧。
7. ↑  “Installation — JAX documentation”. jax.readthedocs.io. 2024年12月21日閲覧。
8. ↑  “XLA architecture”. 2024年12月21日閲覧。
9. ↑  “Automatic vectorization — JAX documentation”. jax.readthedocs.io. 2024年12月21日閲覧。
10. ↑  “🔪 JAX - The Sharp Bits 🔪 — JAX documentation”. jax.readthedocs.io. 2024年12月21日閲覧。
11. ↑  “How to think in JAX — JAX documentation”. jax.readthedocs.io. 2024年12月28日閲覧。 “Not all JAX code can be JIT compiled, as it requires array shapes to be static & known at compile time.”
12. ↑  “Supported Python features — Numba documentation”. numba.readthedocs.io. 2024年12月22日閲覧。
13. ↑  “Writing CUDA Kernels — Numba documentation”. numba.readthedocs.io. 2024年12月21日閲覧。
14. ↑  “Automatic differentiation — JAX documentation”. jax.readthedocs.io. 2024年12月21日閲覧。
15. ↑  “Pseudorandom numbers — JAX documentation”. jax.readthedocs.io. 2024年12月21日閲覧。
16. ↑  “jax.numpy.ndarray.at — JAX documentation”. jax.readthedocs.io. 2024年12月21日閲覧。
17. ↑  “jax.lax.cond — JAX documentation”. jax.readthedocs.io. 2024年12月22日閲覧。
18. ↑  “jax.lax.switch — JAX documentation”. jax.readthedocs.io. 2024年12月22日閲覧。
19. ↑  “jax.lax.select — JAX documentation”. jax.readthedocs.io. 2024年12月22日閲覧。
20. ↑  “jax.lax.select_n — JAX documentation”. jax.readthedocs.io. 2024年12月22日閲覧。
21. ↑  “Control flow and logical operators with JIT — JAX documentation”. jax.readthedocs.io. 2024年12月22日閲覧。
22. ↑  “jax.lax.fori_loop — JAX documentation”. jax.readthedocs.io. 2024年12月22日閲覧。
23. ↑  “jax.lax.scan — JAX documentation”. jax.readthedocs.io. 2024年12月21日閲覧。
24. ↑  “jax.lax.while_loop — JAX documentation”. jax.readthedocs.io. 2024年12月22日閲覧。
25. ↑  “jax.lax.map — JAX documentation”. jax.readthedocs.io. 2024年12月23日閲覧。